# Élections législatives de 1993 dans le Territoire de Belfort
Les élections législatives françaises de 1993 se déroulent les 21 et 28 mars 1993. Dans le département du Territoire de Belfort, deux députés sont à élire dans le cadre de deux circonscriptions.

## Élus
| Circonscription | Député sortant          | Parti | Parti | Député élu ou réélu     | Parti | Parti |
| --------------- | ----------------------- | ----- | ----- | ----------------------- | ----- | ----- |
| 1re             | Raymond Forni           |       | PS    | Jean Rosselot           |       | RPR   |
| 2e              | Jean-Pierre Chevènement |       | PS    | Jean-Pierre Chevènement |       | PS    |

## Positionnement des partis
Les candidats d'alliance RPR-UDF et divers droite se présentent sous la bannière de l'Union pour la France et ceux du Parti socialiste derrière l'Alliance des Français pour le Progrès. Par ailleurs, Les Verts et Génération écologie s'unissent sous l'étiquette Entente des écologistes.

## Résultats

### Résultats à l'échelle du département
| Parti                 | Parti                                 | Premier tour | Premier tour | Second tour | Second tour | Sièges |
| Parti                 | Parti                                 | Voix         | %            | Voix        | %           | Sièges |
| --------------------- | ------------------------------------- | ------------ | ------------ | ----------- | ----------- | ------ |
|                       | Rassemblement pour la République      | 10 369       | 18,13        | 14 844      | 24,77       | 1      |
|                       | Union pour la démocratie française    | 7 206        | 12,60        | 13 501      | 22,53       | 0      |
|                       | Divers droite                         | 2 724        | 4,76         |             |             | 0      |
|                       | Union pour la France                  | 20 299       | 35,50        | 28 345      | 47,31       | 1      |
|                       |                                       |              |              |             |             |        |
|                       | Parti socialiste                      | 18 846       | 32,96        | 31 572      | 52,69       | 1      |
|                       | Alliance des Français pour le progrès | 18 846       | 32,96        | 31 572      | 52,69       | 1      |
|                       |                                       |              |              |             |             |        |
|                       | Les Verts                             | 2 141        | 3,74         |             |             | 0      |
|                       | Génération écologie                   | 1 663        | 2,91         | 0           |             |        |
|                       | Entente des écologistes               | 3 804        | 6,65         |             |             | 0      |
|                       |                                       |              |              |             |             |        |
|                       | Front national                        | 7 674        | 13,42        |             |             | 0      |
|                       | Parti communiste français             | 2 268        | 3,97         | 0           |             |        |
|                       | Divers écologiste dont LT-LNÉ         | 2 172        | 3,80         | 0           |             |        |
|                       | Extrême gauche dont LO, SÉGA et PT    | 2 000        | 3,50         | 0           |             |        |
|                       | Divers                                | 120          | 0,21         | 0           |             |        |
|                       |                                       |              |              |             |             |        |
| Inscrits              | Inscrits                              | 87 061       | 100,00       | 87 050      | 100,00      | 2      |
| Abstentions           | Abstentions                           | 25 900       | 29,75        | 22 451      | 25,79       |        |
| Votants               | Votants                               | 61 161       | 70,25        | 64 599      | 74,21       |        |
| Blancs et nuls        | Blancs et nuls                        | 3 978        | 6,5          | 4 682       | 7,25        |        |
| Exprimés              | Exprimés                              | 57 183       | 93,5         | 59 917      | 92,75       |        |
| Source : Data.gouv.fr |                                       |              |              |             |             |        |

### Résultats par circonscription

#### Première circonscription (Belfort-Sud)
| Candidat       | Candidat              | Parti          | Premier tour | Premier tour | Second tour | Second tour |  |
| Candidat       | Candidat              | Parti          | Voix         | %            | Voix        | %           |  |
| -------------- | --------------------- | -------------- | ------------ | ------------ | ----------- | ----------- |  |
|                | Jean Rosselot élu     | RPR (UPF)      | 10 369       | 37,72        | 14 844      | 51,39       |  |
|                | Raymond Forni sortant | PS (ADFP)      | 8 699        | 31,65        | 14 043      | 48,61       |  |
|                | Michel Algrin         | FN             | 3 706        | 13,48        |             |             |  |
|                | Alain Fousseret       | Les Verts (EÉ) | 2 141        | 7,79         |             |             |  |
|                | Ariette Clerc         | PCF            | 1 056        | 3,84         |             |             |  |
|                | Jakob Lamersdorf      | LT-LNÉ         | 874          | 3,18         |             |             |  |
|                | Éliane Lacaille       | LO             | 641          | 2,33         |             |             |  |
|                |                       |                |              |              |             |             |  |
| Inscrits       | Inscrits              | Inscrits       | 41 678       | 100,00       | 41 673      | 100,00      |  |
| Abstentions    | Abstentions           | Abstentions    | 12 372       | 29,68        | 10 784      | 25,88       |  |
| Votants        | Votants               | Votants        | 29 306       | 70,32        | 30 889      | 74,12       |  |
| Blancs et nuls | Blancs et nuls        | Blancs et nuls | 1 820        | 6,21         | 2 002       | 6,48        |  |
| Exprimés       | Exprimés              | Exprimés       | 27 486       | 93,79        | 28 887      | 93,52       |  |

#### Deuxième circonscription (Belfort-Nord)
| Candidat       | Candidat                              | Parti             | Premier tour | Premier tour | Second tour | Second tour |  |
| Candidat       | Candidat                              | Parti             | Voix         | %            | Voix        | %           |  |
| -------------- | ------------------------------------- | ----------------- | ------------ | ------------ | ----------- | ----------- |  |
|                | Jean-Pierre Chevènement sortant réélu | PS (ADFP)         | 10 147       | 34,14        | 17 529      | 56,49       |  |
|                | Jacques Bichet                        | UDF (PR)          | 7 206        | 24,27        | 13 501      | 43,51       |  |
|                | Rémi Daude                            | FN                | 3 968        | 13,36        |             |             |  |
|                | Michel Raclot                         | diss. UDF         | 2 724        | 9,17         |             |             |  |
|                | Marine Dormoy                         | GÉ (EÉ)           | 1 663        | 5,60         |             |             |  |
|                | Joël Niess                            | PCF               | 1 212        | 4,08         |             |             |  |
|                | Nathalie Pelette                      | LT-LNÉ            | 777          | 2,62         |             |             |  |
|                | Gérard Belot                          | LO                | 635          | 2,14         |             |             |  |
|                | Roger Heyer                           | Divers écologiste | 521          | 1,75         |             |             |  |
|                | Jean Siron                            | SÉGA              | 460          | 1,54         |             |             |  |
|                | Gilbert Petitgirard                   | PT                | 264          | 0,88         |             |             |  |
|                | Mustapha Lounès                       | Divers            | 120          | 0,40         |             |             |  |
|                |                                       |                   |              |              |             |             |  |
| Inscrits       | Inscrits                              | Inscrits          | 45 383       | 100,00       | 45 377      | 100,00      |  |
| Abstentions    | Abstentions                           | Abstentions       | 13 528       | 29,81        | 11 667      | 25,71       |  |
| Votants        | Votants                               | Votants           | 31 855       | 70,19        | 33 710      | 74,29       |  |
| Blancs et nuls | Blancs et nuls                        | Blancs et nuls    | 2 158        | 6,77         | 2 680       | 7,95        |  |
| Exprimés       | Exprimés                              | Exprimés          | 29 697       | 93,23        | 31 030      | 92,05       |  |